# Rhodanthidium
Rhodanthidium ist eine Gattung von Bienen aus der Familie der Megachilidae. Die Gattung ist in der Palaearktis verbreitet. Es sind 13 Arten bekannt. In Mitteleuropa kommen zwei Arten von Rhodanthidium vor.
Manche Autoren zählen die Arten der Gattung Rhodanthidium zur Gattung Anthidium.
Auf Deutsch werden diese Bienen meist Wollbienen genannt, aber der deutsche Name ist nicht auf diese Gattung beschränkt (und scheint auf einem Missverständnis zu beruhen).

## Morphologie
Die Rhodanthidium-Arten sind den Arten der Gattung Anthidium sehr ähnlich. Die Tiere sind mittelgroß bis sehr groß, etwa 8,5 bis 22 mm lang (Männchen von R. superbum bis 31 mm). Die Männchen sind etwas größer als die Weibchen. Der Körper ist schwarz, meist mit gelber oder gelbroter Zeichnung (zwei Arten sind rot gefärbt: R.siculum und R. sticticum). Die Weibchen sind an der Abdomenunterseite hell behaart (Bauchbürste). Bei den Weibchen sind die Mandibeln gelb mit schwarzen Zähnen.
Die besonders große R. superbum ist Hornissen (Vespa crabro, V. orientalis) sehr ähnlich, eine offensichtliche Mimikry.
Eine sichere Unterscheidung der nahe verwandten Gattungen Anthidium, Icteranthidium, Pseudoanthidium und Rhodanthidium bedarf genauer morphologischer Untersuchung.

## Lebensweise
Die Bienen der Gattung Rhodanthodium sind solitär, sie sammeln Pollen, den sie mit der Bauchbürste (Behaarung an der Unterseite des Abdomens) transportieren. Die beiden Arten, die in Mitteleuropa vorkommen, sind polylektisch, d. h. sie sammeln Pollen von verschiedenen Pflanzen.
Die Nester von mehreren Arten werden in leeren Schneckenschalen angelegt. Am besten bekannt ist das Verhalten von R. stictium: Mehrere Männchen kämpfen um ein Weibchen und versuchen zu kopulieren. Wenn das Weibchen eine Schneckenschale zum Nestbau ausgesucht hat, wird ein Männchen die Schale und die unmittelbare Umgebung als Territorium verteidigen. Das Männchen kopuliert wiederholt mit dem Weibchen, das Pollen bringt und eine Brutzelle in der Schneckenschale baut und verproviantiert. Die Schneckenschale wird schließlich mit Sand und Speichel verschlossen. Auch Harz wird als Baumaterial verwendet. Die Schneckenschale wird dann in Sand oder unter Steinen vergraben.
Bei R. caturigense wird sowohl Harz verwendet als auch Pflanzenfasern, um die Zellen zu erstellen. Die Zellen werden im Boden in selbst gegrabenen Hohlräumen angelegt, teilweise in Aggregationen.

## Systematik
Die Gattung Rhodathidium gehört innerhalb der Unterfamilie Megachilinae zur Tribus Anthidini. Diese Tribus wird nach Michener (2007) in 37 Gattungen unterteilt (näheres bei Anthidium). Nach phylogenetisch systematischen Untersuchungen sind die Gattungen Anthidiellum, Icteranthidium, Pseudoanthidium mit Rhodanthidium nahe verwandt (Dianthidium-Gattungsgruppe).
Die Gattung Rhodanthidium wird in drei Untergattungen eingeteilt (Anzahl der Arten in Klammern): Asianthidium (3), Meganthidium (1) und Rhodanthidium s. str. (9).

## Arten
(nach )
- Rhodanthidium aculeatum: Türkei, Iran, Libanon
- Rhodanthidium acuminatum: Marokko, Sizilien, Griechenland, Türkei
- Rhodanthidium buteum: Süd-Ost-Türkei
- Rhodanthidium caturigense: (drei Unterarten, eventuell Artenkomplex)
  - R. c. caturigense: Pyrenäen (Spanien und Frankreich) und Südalpen (Schweiz, Norditalien)
  - R. c. ducale: Balkan (Albanien, Bulgarien, Griechenland), Georgien
  - R. c. jerusalemicum: Türkei, Israel, Jordanien
- Rhodanthidium exsectum: Türkei, Iran, Libanon
- Rhodanthidium glasunovi: Zentralasien
- Rhodanthidium infuscatum: Marokko, Algerien, Tunesien, Portugal, Spanien, Andorra, Frankreich, Kroatien
- Rhodanthidium ordonezi: Marokko
- Rhodanthidium rufocinctum: Kreta (Malta?)
- Rhodanthidium septemdentatum: (zwei Unterarten)
  - R. s. septemdentatum: Spanien, Portugal, Schweiz, Österreich, Tschechien, Italien, Balkan, Sardinien, Sizilien, Zypern, Griechenland (Griechische Inseln), Türkei, Iran, Aserbaidschan
  - R. s. faciale: Kreta und Malta (?)
- Rhodanthidium siculum: Marokko, Algerien, Tunesien, Libyen, Portugal, Sizilien, Malta
- Rhodanthidium sticticum: Marokko, Tunesien, Algerien, Libyen, Portugal, Spanien, Südfrankreich, Sizilien, Balearen, Korsika
- Rhodanthidium superbum: Türkei, Iran, Turkmenistan, Armenien, Georgien